# Lill-Abborrtjärnen (Piteå socken, Norrbotten, 727443-173843)
Lill-Abborrtjärnen är en sjö i Piteå kommun i Norrbotten och ingår i Lillpiteälvens huvudavrinningsområde. Sjön har en area på 0,0456 kvadratkilometer och ligger 149 meter över havet.

## Delavrinningsområde
Lill-Abborrtjärnen ingår i det delavrinningsområde (727223-174023) som SMHI kallar för Ovan None. Medelhöjden är 156 meter över havet och ytan är 15,06 kvadratkilometer. Det finns inga avrinningsområden uppströms utan avrinningsområdet är högsta punkten. Norrbodbäcken som avvattnar avrinningsområdet har biflödesordning 2, vilket innebär att vattnet flödar genom totalt 2 vattendrag innan det når havet efter 16 kilometer. Avrinningsområdet består mestadels av skog (85 procent). Avrinningsområdet har 0,17 kvadratkilometer vattenytor vilket ger det en sjöprocent på 1,1 procent.